# François Caillat
François Caillat, né à Villerupt le 21 octobre 1951, est un réalisateur français. Il est aussi l'auteur en 2021 d'un roman, La Vraie Vie de Cécile G.,.

## Biographie
Après un parcours universitaire (normalien, agrégé de philosophie ; études de musique et d'ethnologie), François Caillat tourne des courts métrages de fiction, des films musicaux et des séries de documentaires courts.
Depuis le milieu des années 1990, il s’est engagé dans la réalisation de films aux frontières du documentaire et de l’essai : longs métrages produits pour le cinéma ou la télévision (Arte, France Télévisions), portraits d’intellectuels et d’écrivains.

## Filmographie
- 1993 – Le Troisième Œil - 54 minutes
- 1997 – La Quatrième Génération - 80 minutes
- 1998 – L'homme qui écoute - 90 minutes
- 2000 – Naissance de la parole - 56 minutes
- 2001 – Trois Soldats allemands - 75 minutes
- 2001 – Beyrouth, trois visages de la mémoire - 26 minutes
- 2003 – Peter Sloterdijk, un philosophe allemand  - 53 minutes
- 2004 – L'Affaire Valérie - 75 minutes
- 2005 – Julia Kristeva, étrange étrangère - 60 minutes
- 2007 – Bienvenue à Bataville - 90 minutes
- 2008 – J. M. G. Le Clézio entre les mondes - 52 minutes
- 2012 – Une jeunesse amoureuse[8] - 105 minutes
- 2012 – Aragon, Malraux, Drieu la Rochelle : d’une guerre à l’autre  - 56 minutes
- 2014 – Foucault contre lui-même - 52 minutes
- 2016 – Espérance, lettres sur l’engagement - 90 minutes
- 2018 – La Voix des morts - 26 minutes
- 2018 – Triptyque russe - 78 minutes
- 2022 – Édouard Louis, ou la transformation - 72 minutes[9],[10],[11]
- 2025 – Temps Nouveaux - 80 minutes

## Roman
- La Vraie Vie de Cécile G.[1],[2], 2021, Gallimard